# Barbara Maria Neu
Barbara Maria Neu (* 1993 in Amstetten) ist eine österreichische Klarinettistin, die im Bereich der Performativen Kunst bekannt wurde.

## Leben und Wirken
Neu, die auf einem Bio-Ziegenbauernhof im Mostviertel aufwuchs, spielt seit dem Alter von sieben Jahren Klarinette; sie erhielt eine musikalische Ausbildung in Waidhofen an der Ybbs. Sie studierte seit 2012 in Linz an der Anton Bruckner Privatuniversität im klassischen Konzertfach, ab 2016 dann in der Klasse von Gerald Pachinger an der Kunstuniversität Graz sowie an der Universität für Musik und darstellende Kunst Wien. Seit 2018 studierte sie zudem Kunstperformance an der Akademie der bildenden Künste Wien bei Carola Dertnig.
Neben dem Wirken als klassische Klarinettistin im kammermusikalischen Bereich sowie als Substitut im ORF Radio-Symphonieorchester Wien schuf sie 2018 mit Michael Eisl und Soraya Leila die Performance „Stenose“ für Klarinette, Elektronik und Stimme. In ihrer Performance „Stalltänze“ (2020), die auf Kompositionen von Petra Stump-Linshalm aufbaut und auch auf DVD erhältlich ist, geht es um das Leben von Bäuerinnen. Unter der Regie von Lena Kalisch hat sie zudem mit Simon Zöchbauer und Roland Eitzinger als Trio Olam Katan die Geschichte von Abraham und Isaak performativ vertont. In der Band Merve setzt sie sich mit Märchen und Fabeln auseinander. Beim JazzFest Berlin 2021 konzertierte sie im Improvisationsensemble Melting Pott mit Paulina Owczarek, Liv Andrea Hauge, Elias Devoldere und Nick Dunston, mit dem sie 2022 europaweit auftrat, unter anderem beim Jazzfestival Saalfelden.
2020 erhielt Neu das Startstipendium für Musik und darstellende Kunst vom Bundeskanzleramt Österreich. 2021 erhielt sie vom Austrian Cultural Forum NYC in Zusammenarbeit mit der Galerie Undercurrent in Brooklyn eine Residenz.